# SS Great Britain
Az SS Great Britain Isambard Kingdom Brunel angol mérnök második óceánjárója, korának legnagyobb és leggyorsabb hajója volt.

## Építése
Isambard Kingdom Brunel a viktoriánus Anglia legkiválóbb mérnöke volt. Épített vasútvonalat, alagutat, hidat és hajót. Első óceánjárója a Great Western volt, amelyet hagyományos lapátkerekek hajtottak. Brunel felkérést kapott, hogy készítse el a Great Western testvérhajóját, de ő egy teljesen új tervvel állt elő. Az új gőzös tervezésében Thomas Guppy, Christopher Claxton és William Patterson segítette.
A hajó egy különlegesen kialakított bristoli szárazdokkban épült 1839-től. A gőzöst 1843. július 19-én bocsátották vízre. A hatalmas vízi jármű első találkozása a vízzel valódi népünnepély volt a zászlókkal, virágokkal és színes szalagokkal feldíszített Bristolban. A névadás során az első pezsgős palack a vízbe esett, ezért egy másodikat kellett keríteni, amelyet azután Albert herceg, Viktória királynő férje már a megfelelő erővel lökött a hajótestnek.
A Great Britain valódi mérföldkő a hajóépítésben, a későbbi nagy személyszállító hajók előfutára. Ez a gőzös volt az első teljes egészében vasból készített, nem lapátkerékkel, hanem hajócsavar meghajtott óceánjáró.

## Méretek

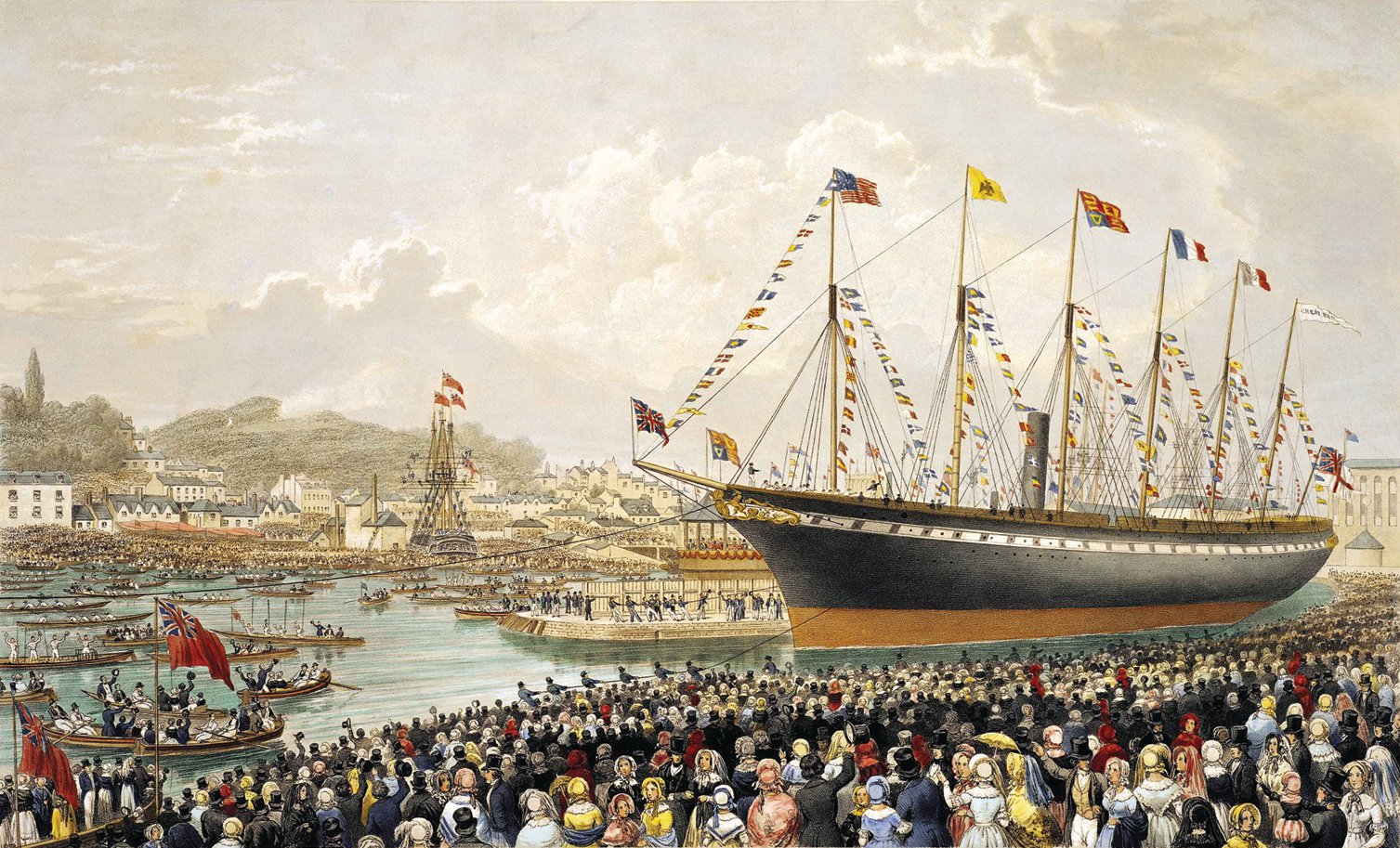
A vízre bocsátás

Az óriási hajó, amely harminc méterrel hosszabb volt, mint a kor legnagyobb vízi járműve, csak nagy nehézségek árán jutott át a kikötő szűkre tervezett létesítményein. Vízre bocsátásakor a 98 méter hosszú, 1930 tonna súlyú Great Britain a világ legnagyobb hajója volt. Csaknem öt méter átmérőjű vas hajócsavarját ezer lóerős (745 kW) motor hajtotta, amely 12 csomós (22 km/h) sebességre gyorsította a hajót. Ez mérnöki csodának számított abban a korban.
Az eredeti motort Thomas Guppy tervezte Isambard Kingdom Brunellel együttműködve. A motor a Brunel apja, Marc Isambard Brunel által korábban épített gép továbbfejlesztett változata volt. A gép 340 tonnát nyomott és három emelet magas volt. Az általa meghajtott főtengely a világ legnagyobb kovácsolt tárgya volt. Szintén világelső volt méretét tekintve a kazán is, amelybe 200 tonna tengervíz fért. A hajó 1200 tonna szenet szállított, ezt lapátolták a fűtők 24 tüzelőnyíláson keresztül a lángok közé.
A Great Britain eredetileg 120 utast (közülük 26-ot egyszemélyes kabinban) szállított az első osztályon, 132-t a másodosztályon. A tisztek és a legénység száma 130 volt. Később egy extra fedélzet beépítésével a szállítható utasok száma 730-ra nőtt.

## Pályafutása

### 1845–1846
A Great Britain 1845  júliusában tette első útját New Yorkba, és azonnal megdöntötte az Atlanti-óceán  átszelésének rekordját azzal, hogy 14 nap alatt érte el úti célját. A hatalmas és gyors hajó mindazonáltal kevesebb utast vonzott, mint ahogy megrendelői remélték, ezért működtetése nem volt igazán gazdaságos.
A gőzös 1846  novemberében Írországnál, a Dundrum-öbölben megfeneklett. A hajó olyan szerencsétlen helyzetbe került, hogy komoly kétségek támadtak afelől: képes lesz-e valaha is elszabadulni a zátonyról. Brunel azt javasolta, hogy hívják a helyszínre Andrew Swan ausztrál tengeri mérnököt Brisbane-ből, akit az egyetlen embernek tartott, aki képes megmenteni a Great Britaint.
Nagy erőfeszítésekkel levontatták a csúnyán megsérült hajót a homokzátonyról, és csaknem egy évig javították. Mivel a gőzöst az üzemeltető alulbiztosította, a javítás csődbe vitte a Great Western Steamship Companyt.

### 1846–1886

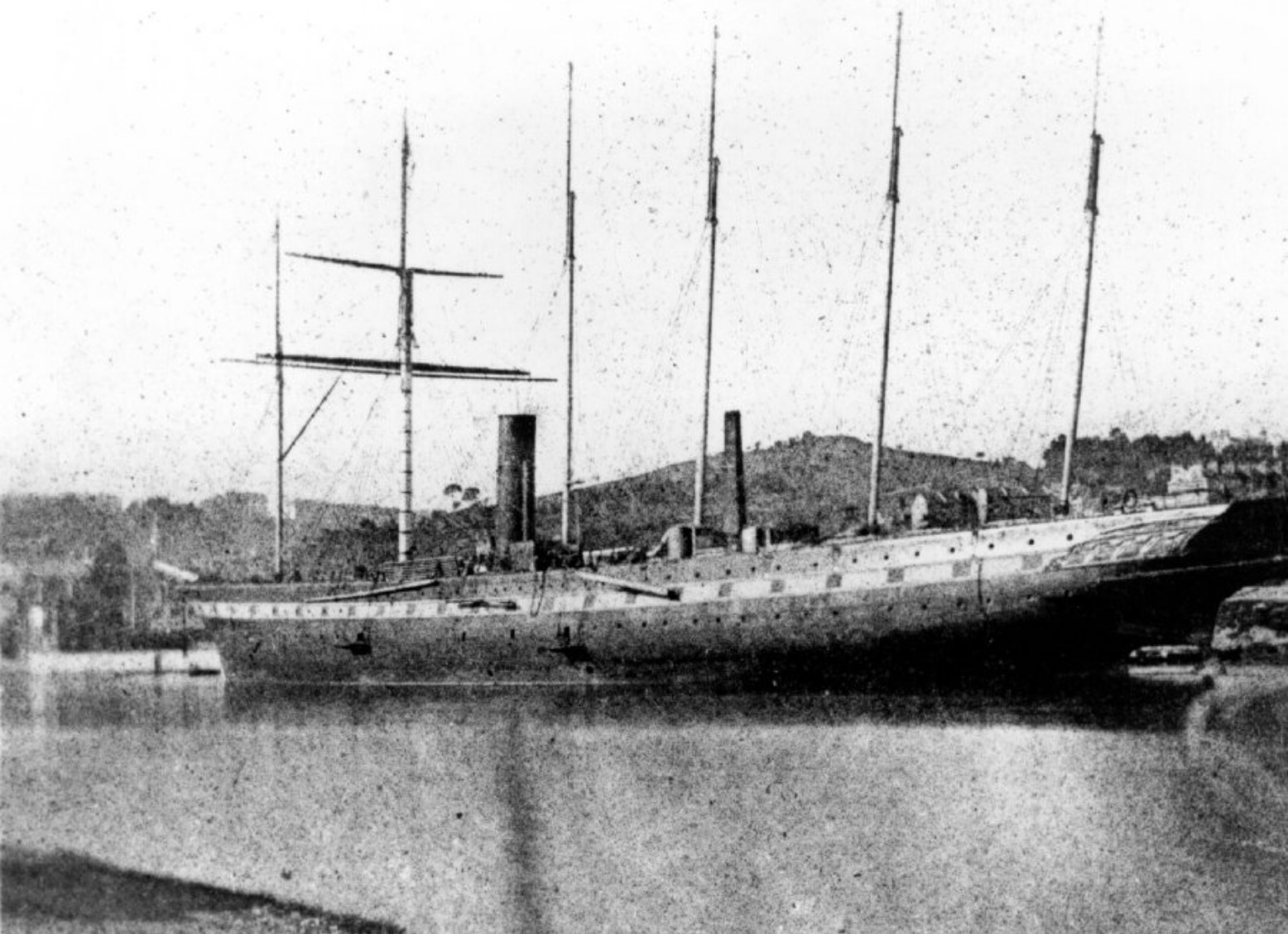
A fényképezés úttörője, William Henry Fox Talbot képe 1844-ből

A hajót ezután a Gibbs, Bright and Co. vette meg. Az új tulajdonosok rendbe hozták a gőzöst, kisebb, de hatékonyabb motort szereltettek bele, majd arra használták, hogy az aranyláz miatt útnak induló kivándorlókat vigye Ausztráliába. Ekkor építették be az új, a hajó teljes hosszában végignyúló felső fedélzetet, hogy növeljék a szállítható utasok számát. A Great Britainnek az átalakítások miatt jelentősen megváltozott a külseje: mélyebbre merült, jóval nagyobb lett a felépítménye és kapott egy újabb kéményt.
A hajó 1852. augusztus 21-én indult első útjára 630 kivándorlóval a fedélzetén. Melbourne-i érkezése akkora szenzációnak számított, hogy négyezer ember fizetett egy shillinget azért, hogy láthassa. A Great Britain a következő 24 évben 32 alkalommal tette meg az utat; összesen 16 ezer embert szállított. Járt Fokváros és Szent Ilona kikötőjében is.
A hajó híresen gyors és elegáns volt, ezért a Tengerek agarának is nevezték. Átlagosan 120 nap alatt tette meg Anglia és Ausztrália között oda-vissza az utat, amely még a 19. század közepén is elfogadhatónak számított. Az elegancián némiképpen rontott, hogy az utasok élelmezésére sok élő állatot vitt magával. 1859-ben 133 birkát, 38 disznót, két ökröt, egy tehenet, 420 tyúkot, 300 kacsát, 400 libát és 30 pulykát szállított az egyik útra. Az utasok naplóikban feljegyezték, hogy a szag és a zaj miatt időnként egy gazdasági udvarra emlékeztetett a Great Britain.
A krími háború és az indiai zendülés alatt, 1855 és 1858 között, a hajó csapatszállítóként üzemelt, és 44 ezer katonát vitt a frontra. 1882-ben a hajógépek rossz állapota miatt háromárbócos vitorlássá alakították, és utasok helyett szenet szállított Walesből San Franciscóba.

### 1886–1970
Utolsó útján, 1886-ban, a Horn-fok megkerülése közben tűz ütött ki a fedélzetén, és a hajónak ki kellett kötnie a Falkland-szigeteknél. A javítási költségek olyan magasak voltak, hogy a sérült hajót eladták a Falkland Islands Companynek, amely az 1920-as évekig szénraktárként használta Port Stanley-ben.
Az első világháborúban a dél-atlanti brit flottát látta el szénnel, amely a falklandi csatában legyőzte a német Maximilian von Spee hajóhadát. A Great Britain teste az évtizedek során egyre jobban elhasználódott, és teljesen használhatatlanná vált. A gőzöst emiatt 1937-ben néhány kilométerre elvontatták Port Stanley-től, majd Sparrow Cove közelben zátonyra futtatták. A hajó testébe lyukakat fúrtak, és sorsára hagyták. A második világháborúban a La Plata-i csatában megsérült HMS Exeter hadihajó kijavításához használták "donorként".

## Felújítása

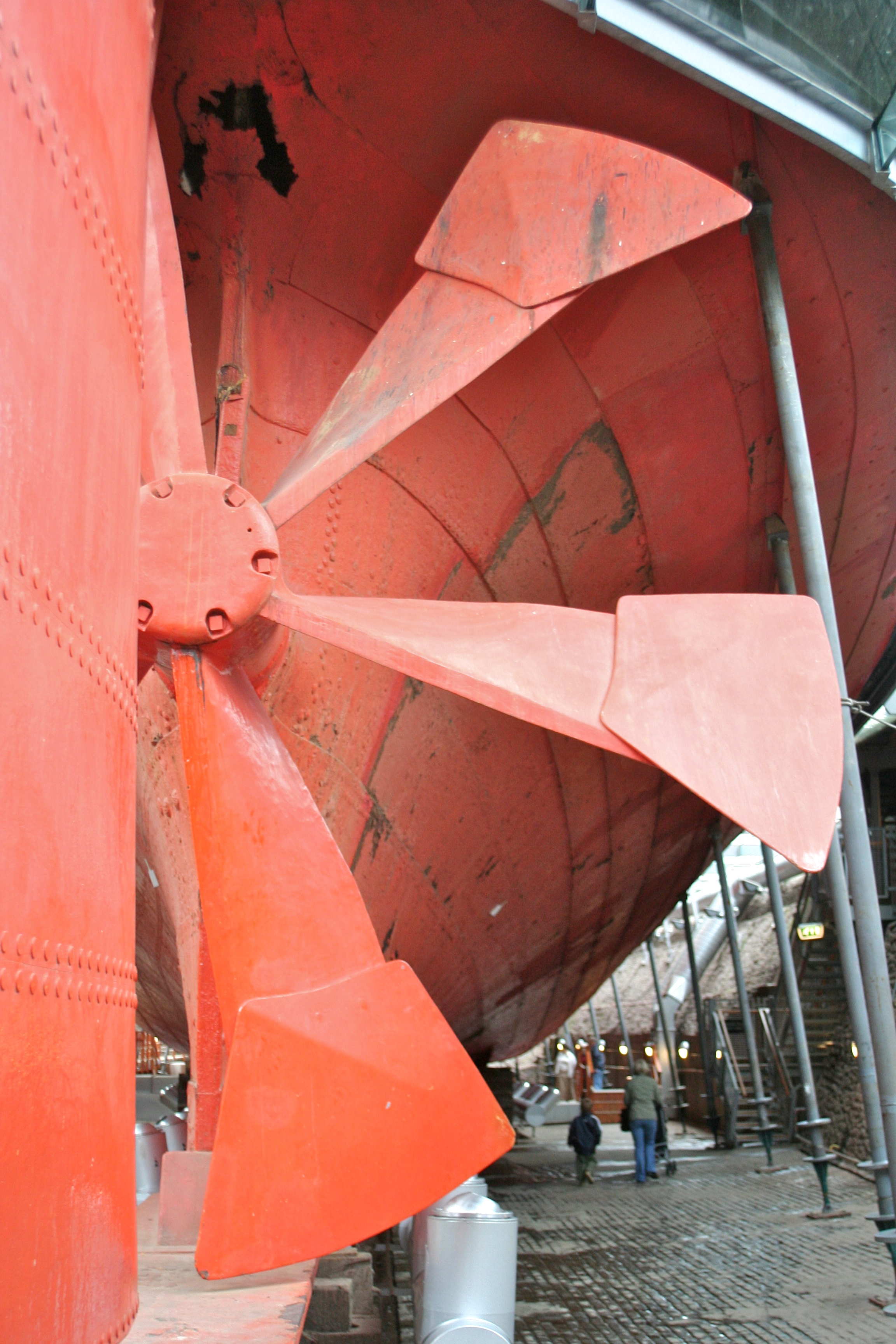
A hajócsavar

A hajó megmentésére több ambiciózus terv is született a hatvanas évek végén. A Great Britaint 1970-ben egy pontonra rögzítve visszavontatták Dél-Amerika partjai elől Bristolba. Az öreg hajót az Avon folyón, Isambard Kingdom Brunel másik nagy alkotása, a Clifton függőhíd alatt vontatták Bristolba. A Great Britaint százezren fogadták a városban 1970. július 5-én.
A Great Britain régi szárazdokkjába került, és megkezdődött a költséges felújítás. A munkák 11,3 millió fontot emésztettek fel. A vizsgálatok azt mutatták, hogy a hajótest a szárazföldön is nagyon erősen korrodálódik a tengeri párában, ezért a vízvonal magasságában egy üvegtetőt emeltek, amely alatt 22 százalékon lehet tartani a levegő relatív páratartalmát. Az üveget vékony vízréteg borítja, emiatt a szemlélőnek az az érzése támad, hogy a hajó úszik. A hajótest az üvegtető alatt körbejárható.
Mivel a motort a hajó vitorlássá alakításakor kiszerelték, a gépet újra el kellett készíteni. A Rolls-Royce cég segítségével újraalkották az 1845-ös motort. A múzeumként üzemelő hajót évente 150 ezren keresik fel.

## Érdekességek
- A különc Gray kapitány minden egyes árbócra felmászott hetente legalább egyszer, egy alkalommal pedig megszakított a Great Britain Ausztráliába vezető útját, hogy a brit birodalom számára birtokba vegye a lakatlan St. Martin-szigetet. Ennek megünneplésére bankettet is adott
- A hajón újságot is nyomtak, a Great Britain Timest, amely 1865. október 25-én például arról a szomorú hírről számolt be, hogy elpusztult a hajóács koalája
- A hajó szállította első ausztráliai útjára a brit krikettcsapatot 1861-ben
- A Great Britain hosszú története alatt 25 balesetet jegyeztek fel a hajónaplóba, köztük ütközést másik hajóval, megfeneklést, árbócsérülést, valamint Gray kapitány rejtélyes eltűnését[3]